# Werq the World
O Werq the World Tour é uma turnê com as drag queens do reality show RuPaul's Drag Race. A turnê é produzido pela Voss Events em colaboração com a VH1 e a empresa de produção World of Wonder. O Werq the World Tour é conhecido por shows em larga escala em palcos com telas de Jumbotron, dando às performances uma sensação de estilo de concerto, bem como expansões e modificações contínuas após cada etapa da turnê.
Em outubro de 2017, a turnê foi forçada a remarcar uma parada em Houston devido à devastação causada pelo furacão Katrina. Werq the World retornou a Houston em 7 de fevereiro de 2018 com as queens fazendo uma doação para o Montrose Center’s LGBTQ. A doação foi igualada pela Voss Events.
As pré-vendas dos ingressos para a Etapa 6 - América do Norte foram anunciadas em 26 de março de 2018.

## Datas
| Data                              | Cidade                       | País                         | Apresentadora                                          | Performances |                              |
| Etapa 1 – Américana do Norte      | Etapa 1 – Américana do Norte | Etapa 1 – Américana do Norte | Etapa 1 – Américana do Norte                           | Etapa 1 – Américana do Norte | Etapa 1 – Américana do Norte |
| --------------------------------- | ---------------------------- | ---------------------------- | ------------------------------------------------------ | --- | ---------------------------- |
| 26 de maio de 2017                | Toronto                      | Canadá                       | Bianca Del Rio Michelle Visage Shangela Laquifa Wadley | Aja Alaska Thunderfuck Alyssa Edwards Detox Icunt Kim Chi Latrice Royale Peppermint Shangela Laquifa Wadley Trinity Taylor Violet Chachki  |                              |
| 27 de maio de 2017                | Montreal                     | Canadá                       | Bianca Del Rio Michelle Visage Shangela Laquifa Wadley | Aja Alaska Thunderfuck Alyssa Edwards Detox Icunt Kim Chi Latrice Royale Peppermint Shangela Laquifa Wadley Trinity Taylor Violet Chachki  |                              |
| Etapa 2 – Europa                  |                              |                              | Bianca Del Rio Michelle Visage Shangela Laquifa Wadley | Aja Alaska Thunderfuck Alyssa Edwards Detox Icunt Kim Chi Latrice Royale Peppermint Shangela Laquifa Wadley Trinity Taylor Violet Chachki  |                              |
| 30 de maio de 2017                | Belfast                      | Irlanda                      | Bianca Del Rio Michelle Visage Shangela Laquifa Wadley | Aja Alaska Thunderfuck Alyssa Edwards Detox Icunt Kim Chi Latrice Royale Peppermint Shangela Laquifa Wadley Trinity Taylor Violet Chachki  |                              |
| 1º de junho de 2017               | Dublin                       | Irlanda                      | Bianca Del Rio Michelle Visage Shangela Laquifa Wadley | Aja Alaska Thunderfuck Alyssa Edwards Detox Icunt Kim Chi Latrice Royale Peppermint Shangela Laquifa Wadley Trinity Taylor Violet Chachki  |                              |
| 2 de junho de 2017                | Estocolmo                    | Suécia                       | Bianca Del Rio Michelle Visage Shangela Laquifa Wadley | Aja Alaska Thunderfuck Alyssa Edwards Detox Icunt Kim Chi Latrice Royale Peppermint Shangela Laquifa Wadley Trinity Taylor Violet Chachki  |                              |
| 3 de junho de 2017                | Oslo                         | Noruega                      | Bianca Del Rio Michelle Visage Shangela Laquifa Wadley | Aja Alaska Thunderfuck Alyssa Edwards Detox Icunt Kim Chi Latrice Royale Peppermint Shangela Laquifa Wadley Trinity Taylor Violet Chachki  |                              |
| 4 de junho de 2017                | Copenhagen                   | Dinamarca                    | Bianca Del Rio Michelle Visage Shangela Laquifa Wadley | Aja Alaska Thunderfuck Alyssa Edwards Detox Icunt Kim Chi Latrice Royale Peppermint Shangela Laquifa Wadley Trinity Taylor Violet Chachki  |                              |
| 7 de junho de 2017                | Zurique                      | Suíça                        | Bianca Del Rio Michelle Visage Shangela Laquifa Wadley | Aja Alaska Thunderfuck Alyssa Edwards Detox Icunt Kim Chi Latrice Royale Peppermint Shangela Laquifa Wadley Trinity Taylor Violet Chachki  |                              |
| 9 de junho de 2017                | Viena                        | Áustria                      | Bianca Del Rio Michelle Visage Shangela Laquifa Wadley | Aja Alaska Thunderfuck Alyssa Edwards Detox Icunt Kim Chi Latrice Royale Peppermint Shangela Laquifa Wadley Trinity Taylor Violet Chachki  |                              |
| 10 de junho de 2017               | Amsterdã                     | Holanda                      | Bianca Del Rio Michelle Visage Shangela Laquifa Wadley | Aja Alaska Thunderfuck Alyssa Edwards Detox Icunt Kim Chi Latrice Royale Peppermint Shangela Laquifa Wadley Trinity Taylor Violet Chachki  |                              |
| 11 de junho de 2017               | Berlim                       | Alemanha                     | Bianca Del Rio Michelle Visage Shangela Laquifa Wadley | Aja Alaska Thunderfuck Alyssa Edwards Detox Icunt Kim Chi Latrice Royale Peppermint Shangela Laquifa Wadley Trinity Taylor Violet Chachki  |                              |
| 14 de junho de 2017               | Roterdã                      | Holanda                      | Bianca Del Rio Michelle Visage Shangela Laquifa Wadley | Aja Alaska Thunderfuck Alyssa Edwards Detox Icunt Kim Chi Latrice Royale Peppermint Shangela Laquifa Wadley Trinity Taylor Violet Chachki  |                              |
| 15 de junho de 2017               | Antuérpia                    | Bélgica                      | Bianca Del Rio Michelle Visage Shangela Laquifa Wadley | Aja Alaska Thunderfuck Alyssa Edwards Detox Icunt Kim Chi Latrice Royale Peppermint Shangela Laquifa Wadley Trinity Taylor Violet Chachki  |                              |
| 16 de junho de 2017               | Colônia                      | Alemanha                     | Bianca Del Rio Michelle Visage Shangela Laquifa Wadley | Aja Alaska Thunderfuck Alyssa Edwards Detox Icunt Kim Chi Latrice Royale Peppermint Shangela Laquifa Wadley Trinity Taylor Violet Chachki  |                              |
| 17 de junho de 2017               | Hamburgo                     | Alemanha                     | Bianca Del Rio Michelle Visage Shangela Laquifa Wadley | Aja Alaska Thunderfuck Alyssa Edwards Detox Icunt Kim Chi Latrice Royale Peppermint Shangela Laquifa Wadley Trinity Taylor Violet Chachki  |                              |
| 23 de junho de 2017               | New York City                | Estados Unidos               |                                                        | |                              |
| Etapa 3 – América do Norte        |                              |                              |                                                        | |                              |
| 12 de outubro de 2017             | San Diego                    | Estados Unidos               | Bianca Del Rio Michelle Visage                         | Alyssa Edwards Detox Icunt Kim Chi Latrice Royale Sasha Velour Shangela Laquifa Wadley Shea Coulee Trinity Taylor Valentina Violet Chachki |                              |
| 13 de outubro de 2017             | Los Angeles                  | Estados Unidos               | Bianca Del Rio Michelle Visage                         | Alyssa Edwards Detox Icunt Kim Chi Latrice Royale Sasha Velour Shangela Laquifa Wadley Shea Coulee Trinity Taylor Valentina Violet Chachki |                              |
| 14 de outubro de 2017             | São Francisco                | Estados Unidos               | Bianca Del Rio Michelle Visage                         | Alyssa Edwards Detox Icunt Kim Chi Latrice Royale Sasha Velour Shangela Laquifa Wadley Shea Coulee Trinity Taylor Valentina Violet Chachki |                              |
| 15 de outubro de 2017             | Portland                     | Estados Unidos               | Bianca Del Rio Michelle Visage                         | Alyssa Edwards Detox Icunt Kim Chi Latrice Royale Sasha Velour Shangela Laquifa Wadley Shea Coulee Trinity Taylor Valentina Violet Chachki |                              |
| 18 de outubro de 2017             | Austin                       | Estados Unidos               | Bianca Del Rio Michelle Visage                         | Alyssa Edwards Detox Icunt Kim Chi Latrice Royale Sasha Velour Shangela Laquifa Wadley Shea Coulee Trinity Taylor Valentina Violet Chachki |                              |
| 19 de outubro de 2017             | Dallas                       | Estados Unidos               | Bianca Del Rio Michelle Visage                         | Alyssa Edwards Detox Icunt Kim Chi Latrice Royale Sasha Velour Shangela Laquifa Wadley Shea Coulee Trinity Taylor Valentina Violet Chachki |                              |
| 20 de outubro de 2017             | Houston                      | Estados Unidos               | Bianca Del Rio Michelle Visage                         | Alyssa Edwards Detox Icunt Kim Chi Latrice Royale Sasha Velour Shangela Laquifa Wadley Shea Coulee Trinity Taylor Valentina Violet Chachki |                              |
| 21 de outubro de 2017             | Orlando                      | Estados Unidos               | Bianca Del Rio Michelle Visage                         | Alyssa Edwards Detox Icunt Kim Chi Latrice Royale Sasha Velour Shangela Laquifa Wadley Shea Coulee Trinity Taylor Valentina Violet Chachki |                              |
| 22 de outubro de 2017             | Atlanta                      | Estados Unidos               | Bianca Del Rio Michelle Visage                         | Alyssa Edwards Detox Icunt Kim Chi Latrice Royale Sasha Velour Shangela Laquifa Wadley Shea Coulee Trinity Taylor Valentina Violet Chachki |                              |
| 25 de outubro de 2017             | Toronto                      | Canadá                       | Bianca Del Rio Michelle Visage                         | Alyssa Edwards Detox Icunt Kim Chi Latrice Royale Sasha Velour Shangela Laquifa Wadley Shea Coulee Trinity Taylor Valentina Violet Chachki |                              |
| 26 de outubro de 2017             | New York City                | Estados Unidos               | Bianca Del Rio Michelle Visage                         | Alyssa Edwards Detox Icunt Kim Chi Latrice Royale Sasha Velour Shangela Laquifa Wadley Shea Coulee Trinity Taylor Valentina Violet Chachki |                              |
| 28 de outubro de 2017             | Montreal                     | Canadá                       | Bianca Del Rio Michelle Visage                         | Alyssa Edwards Detox Icunt Kim Chi Latrice Royale Sasha Velour Shangela Laquifa Wadley Shea Coulee Trinity Taylor Valentina Violet Chachki |                              |
| 29 de outubro de 2017             | Chicago                      | Estados Unidos               | Bianca Del Rio Michelle Visage                         | Alyssa Edwards Detox Icunt Kim Chi Latrice Royale Sasha Velour Shangela Laquifa Wadley Shea Coulee Trinity Taylor Valentina Violet Chachki |                              |
| Etapa 4 – Europa                  |                              |                              |                                                        | |                              |
| 31 de outubro de 2017             | Espanha                      | Espanha                      |                                                        | |                              |
| 1º de novembro de 2017            | Barcelona                    | Espanha                      |                                                        | |                              |
| 2 de novembro de 2017             | Madrid                       | Espanha                      |                                                        | |                              |
| Etapa 5 – América Latina e Europa |                              |                              |                                                        | |                              |
| 9 de fevereiro de 2018            | Cidade do México             | México                       | Michelle Visage                                        | Detox Icunt Kennedy Davenport Kim Chi Latrice Royale Peppermint Shangela Laquifa Wadley Sharon Needles Valentina Violet Chachki            |                              |
| 10 de fevereiro de 2018           | Monterrei                    | México                       | Michelle Visage                                        | Detox Icunt Kennedy Davenport Kim Chi Latrice Royale Peppermint Shangela Laquifa Wadley Sharon Needles Valentina Violet Chachki            |                              |
| 11 de fevereiro de 2018           | Guadalajara                  | México                       | Michelle Visage                                        | Detox Icunt Kennedy Davenport Kim Chi Latrice Royale Peppermint Shangela Laquifa Wadley Sharon Needles Valentina Violet Chachki            |                              |
| 15 de fevereiro de 2018           | Buenos Aires                 | Argentina                    | Michelle Visage                                        | Detox Icunt Kennedy Davenport Kim Chi Latrice Royale Peppermint Shangela Laquifa Wadley Sharon Needles Valentina Violet Chachki            |                              |
| 16 de fevereiro de 2018           | Buenos Aires                 | Argentina                    | Michelle Visage                                        | Detox Icunt Kennedy Davenport Kim Chi Latrice Royale Peppermint Shangela Laquifa Wadley Sharon Needles Valentina Violet Chachki            |                              |
| 17 de fevereiro de 2018           | Santiago                     | Chile                        | Michelle Visage                                        | Detox Icunt Kennedy Davenport Kim Chi Latrice Royale Peppermint Shangela Laquifa Wadley Sharon Needles Valentina Violet Chachki            |                              |
| 18 de fevereiro de 2018           | Lima                         | Peru                         | Michelle Visage                                        | Detox Icunt Kennedy Davenport Kim Chi Latrice Royale Peppermint Shangela Laquifa Wadley Sharon Needles Valentina Violet Chachki            |                              |
| 22 de fevereiro de 2018           | Porto Alegre                 | Brasil                       | Michelle Visage                                        | Detox Icunt Kennedy Davenport Kim Chi Latrice Royale Peppermint Shangela Laquifa Wadley Sharon Needles Valentina Violet Chachki            |                              |
| 23 de fevereiro de 2018           | Rio de Janeiro               | Brasil                       | Michelle Visage                                        | Detox Icunt Kennedy Davenport Kim Chi Latrice Royale Peppermint Shangela Laquifa Wadley Sharon Needles Valentina Violet Chachki            |                              |
| 24 de fevereiro de 2018           | São Paulo                    | Brasil                       | Michelle Visage                                        | Detox Icunt Kennedy Davenport Kim Chi Latrice Royale Peppermint Shangela Laquifa Wadley Sharon Needles Valentina Violet Chachki            |                              |
| 25 de fevereiro de 2018           | São Paulo                    | Brasil                       | Michelle Visage                                        | Detox Icunt Kennedy Davenport Kim Chi Latrice Royale Peppermint Shangela Laquifa Wadley Sharon Needles Valentina Violet Chachki            |                              |
| 18 de maio de 2018                | Berlim                       | Alemanha                     | Michelle Visage                                        | Detox Icunt Kennedy Davenport Kim Chi Latrice Royale Peppermint Shangela Laquifa Wadley Sharon Needles Valentina Violet Chachki            |                              |
| 19 de maio de 2018                | Copenhagen                   | Dinamarca                    | Michelle Visage                                        | Detox Icunt Kennedy Davenport Kim Chi Latrice Royale Peppermint Shangela Laquifa Wadley Sharon Needles Valentina Violet Chachki            |                              |
| 21 de maio de 2018                | Hamburgo                     | Alemanha                     | Michelle Visage                                        | Detox Icunt Kennedy Davenport Kim Chi Latrice Royale Peppermint Shangela Laquifa Wadley Sharon Needles Valentina Violet Chachki            |                              |
| 22 de maio de 2018                | Colônia                      | Alemanha                     | Michelle Visage                                        | Detox Icunt Kennedy Davenport Kim Chi Latrice Royale Peppermint Shangela Laquifa Wadley Sharon Needles Valentina Violet Chachki            |                              |
| 24 de maio de 2018                | Roterdão                     | Holanda                      | Michelle Visage                                        | Detox Icunt Kennedy Davenport Kim Chi Latrice Royale Peppermint Shangela Laquifa Wadley Sharon Needles Valentina Violet Chachki            |                              |
| 25 de maio de 2018                | Amsterdã                     | Holanda                      | Michelle Visage                                        | Detox Icunt Kennedy Davenport Kim Chi Latrice Royale Peppermint Shangela Laquifa Wadley Sharon Needles Valentina Violet Chachki            |                              |
| 26 de maio de 2018                | Londres                      | Reino Unido                  | Michelle Visage                                        | Detox Icunt Kennedy Davenport Kim Chi Latrice Royale Peppermint Shangela Laquifa Wadley Sharon Needles Valentina Violet Chachki            |                              |
| 27 de maio de 2018                | Birmingham                   | Reino Unido                  | Michelle Visage                                        | Detox Icunt Kennedy Davenport Kim Chi Latrice Royale Peppermint Shangela Laquifa Wadley Sharon Needles Valentina Violet Chachki            |                              |
| 29 de maio de 2018                | Cardiff                      | Reino Unido                  | Michelle Visage                                        | Detox Icunt Kennedy Davenport Kim Chi Latrice Royale Peppermint Shangela Laquifa Wadley Sharon Needles Valentina Violet Chachki            |                              |
| 30 de maio de 2018                | Manchester                   | Reino Unido                  | Michelle Visage                                        | Detox Icunt Kennedy Davenport Kim Chi Latrice Royale Peppermint Shangela Laquifa Wadley Sharon Needles Valentina Violet Chachki            |                              |
| 1º de junho de 2018               | Belfast                      | Reino Unido                  | Michelle Visage                                        | Detox Icunt Kennedy Davenport Kim Chi Latrice Royale Peppermint Shangela Laquifa Wadley Sharon Needles Valentina Violet Chachki            |                              |
| 2 de junho de 2018                | Dublin                       | Irlanda                      | Michelle Visage                                        | Detox Icunt Kennedy Davenport Kim Chi Latrice Royale Peppermint Shangela Laquifa Wadley Sharon Needles Valentina Violet Chachki            |                              |
| 3 de junho de 2018                | Glasgow                      | Reino Unido                  | Michelle Visage                                        | Detox Icunt Kennedy Davenport Kim Chi Latrice Royale Peppermint Shangela Laquifa Wadley Sharon Needles Valentina Violet Chachki            |                              |
| 6 de junho de 2018                | Paris                        | França                       | Michelle Visage                                        | Detox Icunt Kennedy Davenport Kim Chi Latrice Royale Peppermint Shangela Laquifa Wadley Sharon Needles Valentina Violet Chachki            |                              |
| 7 de junho de 2018                | Antuérpia                    | Bélgica                      | Michelle Visage                                        | Detox Icunt Kennedy Davenport Kim Chi Latrice Royale Peppermint Shangela Laquifa Wadley Sharon Needles Valentina Violet Chachki            |                              |
| 8 de junho de 2018                | Barcelona                    | Espanha                      | Michelle Visage                                        | Detox Icunt Kennedy Davenport Kim Chi Latrice Royale Peppermint Shangela Laquifa Wadley Sharon Needles Valentina Violet Chachki            |                              |
| 9 de junho de 2018                | Madrid                       | Espanha                      | Michelle Visage                                        | Detox Icunt Kennedy Davenport Kim Chi Latrice Royale Peppermint Shangela Laquifa Wadley Sharon Needles Valentina Violet Chachki            |                              |
| 10 de junho de 2018               | Lisboa                       | Portugal                     | Michelle Visage                                        | Detox Icunt Kennedy Davenport Kim Chi Latrice Royale Peppermint Shangela Laquifa Wadley Sharon Needles Valentina Violet Chachki            |                              |
| 14 de junho de 2018               | Estocolmo                    | Suécia                       | Michelle Visage                                        | Detox Icunt Kennedy Davenport Kim Chi Latrice Royale Peppermint Shangela Laquifa Wadley Sharon Needles Valentina Violet Chachki            |                              |
| 15 de junho de 2018               | Estocolmo                    | Suécia                       | Michelle Visage                                        | Detox Icunt Kennedy Davenport Kim Chi Latrice Royale Peppermint Shangela Laquifa Wadley Sharon Needles Valentina Violet Chachki            |                              |
| 16 de junho de 2018               | Oslo                         | Noruega                      | Michelle Visage                                        | Detox Icunt Kennedy Davenport Kim Chi Latrice Royale Peppermint Shangela Laquifa Wadley Sharon Needles Valentina Violet Chachki            |                              |
| 17 de junho de 2018               | Helsinki                     | Finlândia                    | Michelle Visage                                        | Detox Icunt Kennedy Davenport Kim Chi Latrice Royale Peppermint Shangela Laquifa Wadley Sharon Needles Valentina Violet Chachki            |                              |
| 18 de junho de 2018               | Helsinki                     | Finlândia                    | Michelle Visage                                        | Detox Icunt Kennedy Davenport Kim Chi Latrice Royale Peppermint Shangela Laquifa Wadley Sharon Needles Valentina Violet Chachki            |                              |
| Etapa 6 - América do Norte        |                              |                              |                                                        | |                              |
| 5 de setembro de 2018             | New York City                | Estados Unidos               | Bob The Drag Queen                                     | Violet Chachki Kim Chi Shangela |                              |
| September 6, 2018                 | Boston                       | Estados Unidos               | Bob The Drag Queen                                     | Violet Chachki Kim Chi Shangela |                              |
| September 7, 2018                 | Montreal                     | Canadá                       | Bob The Drag Queen                                     | Violet Chachki Kim Chi Shangela |                              |
| 8 de setembro de 2018             | Toronto                      | Canadá                       | Bob The Drag Queen                                     | Violet Chachki Kim Chi Shangela |                              |
| 8 de setembro de 2018             | Toronto                      | Canadá                       | Bob The Drag Queen                                     | Violet Chachki Kim Chi Shangela |                              |
| 9 de setembro de 2018             | Buffalo                      | Estados Unidos               | Bob The Drag Queen                                     | Violet Chachki Kim Chi Shangela |                              |
| 12 de setembro de 2018            | Detroit                      | Estados Unidos               | Bob The Drag Queen                                     | Violet Chachki Kim Chi Shangela |                              |
| 13 de setembro de 2018            | Chicago                      | Estados Unidos               | Bob The Drag Queen                                     | Violet Chachki Kim Chi Shangela |                              |
| 14 de setembro de 2018            | St. Louis                    | Estados Unidos               | Bob The Drag Queen                                     | Violet Chachki Kim Chi Shangela |                              |
| 16 de setembro de 2018            | Milwaukee                    | Estados Unidos               | Bob The Drag Queen                                     | Violet Chachki Kim Chi Shangela |                              |
| 19 de setembro de 2018            | Kansas City                  | Estados Unidos               | Bob The Drag Queen                                     | Violet Chachki Kim Chi Shangela |                              |
| 20 de setembro de 2018            | Denver                       | Estados Unidos               | Bob The Drag Queen                                     | Violet Chachki Kim Chi Shangela |                              |
| 22 de setembro de 2018            | Vancouver                    | Canadá                       | Bob The Drag Queen                                     | Violet Chachki Kim Chi Shangela |                              |
| 22 de setembro de 2018            | Vancouver                    | Canadá                       | Bob The Drag Queen                                     | Violet Chachki Kim Chi Shangela |                              |
| 23 de setembro de 2018            | Seattle                      | Estados Unidos               | Bob The Drag Queen                                     | Violet Chachki Kim Chi Shangela |                              |
| 4 de outubro de 2018              | Portland                     | Estados Unidos               | Bob The Drag Queen                                     | Violet Chachki Kim Chi Shangela |                              |
| 5 de outubro de 2018              | São Francisco                | Estados Unidos               | Bob The Drag Queen                                     | Violet Chachki Kim Chi Shangela |                              |
| 6 de outubro de 2018              | Los Angeles                  | Estados Unidos               | Bob The Drag Queen                                     | Violet Chachki Kim Chi Shangela |                              |
| 7 de outubro de 2018              | San Diego                    | Estados Unidos               | Bob The Drag Queen                                     | Violet Chachki Kim Chi Shangela |                              |
| 9 de outubro de 2018              | Phoenix                      | Estados Unidos               | Bob The Drag Queen                                     | Violet Chachki Kim Chi Shangela |                              |
| 11 de outubro de 2018             | Austin                       | Estados Unidos               | Bob The Drag Queen                                     | Violet Chachki Kim Chi Shangela |                              |
| 12 de outubro de 2018             | Nova Orleães                 | Estados Unidos               | Bob The Drag Queen                                     | Violet Chachki Kim Chi Shangela |                              |
| 13 de outubro de 2018             | Houston                      | Estados Unidos               | Bob The Drag Queen                                     | Violet Chachki Kim Chi Shangela |                              |
| 14 de outubro de 2018             | Dallas                       | Estados Unidos               | Bob The Drag Queen                                     | Violet Chachki Kim Chi Shangela |                              |
| 17 de outubro de 2018             | Nashville                    | Estados Unidos               | Bob The Drag Queen                                     | Violet Chachki Kim Chi Shangela |                              |
| 18 de outubro de 2018             | Cincinnati                   | Estados Unidos               | Bob The Drag Queen                                     | Violet Chachki Kim Chi Shangela |                              |
| 19 de outubro de 2018             | Atlanta                      | Estados Unidos               | Bob The Drag Queen                                     | Violet Chachki Kim Chi Shangela |                              |
| 20 de outubro de 2018             | Richmond                     | Estados Unidos               | Bob The Drag Queen                                     | Violet Chachki Kim Chi Shangela |                              |
| 23 de outubro de 2018             | Washington, D.C.             | Estados Unidos               | Bob The Drag Queen                                     | Violet Chachki Kim Chi Shangela |                              |
| 24 de outubro de 2018             | Charlotte                    | Estados Unidos               | Bob The Drag Queen                                     | Violet Chachki Kim Chi Shangela |                              |
| 25 de outubro de 2018             | Baía de Tampa                | Estados Unidos               | Bob The Drag Queen                                     | Violet Chachki Kim Chi Shangela |                              |
| 26 de outubro de 2018             | Orlando                      | Estados Unidos               | Bob The Drag Queen                                     | Violet Chachki Kim Chi Shangela |                              |
| 27 de outubro de 2018             | Miami                        | Estados Unidos               | Bob The Drag Queen                                     | Violet Chachki Kim Chi Shangela |                              |